# Cattégat
Le Cattégat ou Kattegat, en danois Kattegat, en suédois Kattegatt, est un large passage maritime faisant partie de l'aire Cattégat, Öresund et Belts. Le passage communique avec plusieurs  détroits au sud et s'étend entre le Danemark et la Suède, plus précisément entre la péninsule danoise du  Jutland d'une part et les comtés suédois de Halland et de Västra Götaland d'autre part. En ce qui concerne cette dernière province, la portion de côtes baignée par le Cattégat s'étend de Billdal à l'île de  Marstrandsö comprise. Enfin, par l'intermédiaire du Skälderviken, le Cattégat baigne aussi un morceau de la Scanie.

## Toponymie
Le nom « Cattégat » vient du néerlandais et signifie « chatière ». Le mot est composé de kat, chat, et de gat, trou, entrée. Cette appellation fut donnée par les capitaines des navires hanséates aux détroits danois qu'ils comparaient à des trous si étroits que même un chat aurait eu du mal à s'y faufiler.()[réf. nécessaire]

## Géographie

### Localisation et topographie

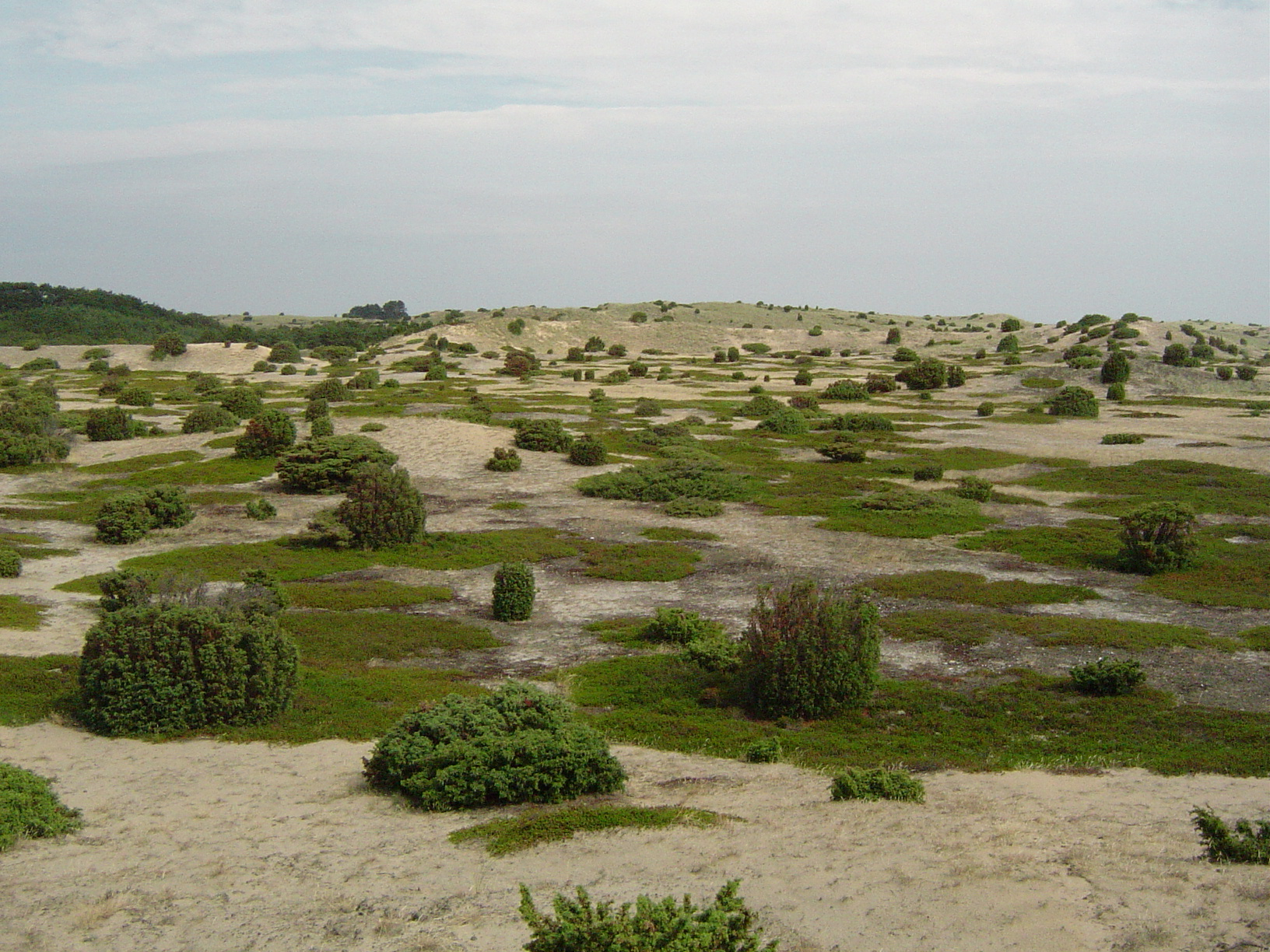
Un paysage sur Anholt.

Le Cattégat, que l'on peut qualifier aussi de golfe, se connecte au nord au Skagerrak, un passage maritime communiquant avec la mer du Nord.
Au sud, il communique avec plusieurs détroits eux-mêmes en relation directe avec la mer Baltique : l'Øresund au sud-est, le  Grand Belt au sud et le Petit Belt (Lillebælt) au sud-ouest. Le golfe baigne les grandes îles du Danemark, Funen et Seeland. Les îles Langeland et Lolland sont riveraines des détroits méridionaux Slø Sund et Langelandsbelt tandis que  Falster borde le Guldborgsund.
Le Cattégat s'étend selon un axe nord/sud de plus de 230 km de long, depuis sa limite nord (voir ci-dessous) jusqu'à l'entrée nord  du Grand Belt.
Il a une superficie de 24 400 km2.
Sa profondeur moyenne est de 23 m.
Les principaux ports du Cattégat sont :
- Göteborg, métropole de Suède (549 839 habitants) ;
- Aarhus, ville du Danemark (242 914 habitants).

Sont établies sur les rives de l'Øresund les villes de : 
- Copenhague, capitale du Danemark (569 557 habitants, agglomération : 1 200 000 habitants)} ;
- Malmö, métropole de Suède (280 415 habitants).

Est établie sur le Petit Belt la ville de :
- Fredericia, qui constitue un des principaux points de passage commerciaux du Danemark (51 427 habitants).

.

### Les îles
Les îles principales du Cattégat (Belts et Øresund compris) sont, du nord au sud :
- Marstrandsö (Suède)
- Rörö (Suède)
- Hyppeln (Suède)
- Källö-Knippla (Suède)
- Hälsö (Suède)
- Öckerö (Suède)
- Hönö (Suède)
- Brännö (Suède)
- Styrsö (Suède)
- Nidingen (Suède)
- Læsø (Danemark)
- Anholt (Danemark)
- Hallands Väderö (Suède)
- Seeland, la grande île de Copenhague (Danemark)
- Samsø (Danemark)
- Endelave (Danemark)
- Funen (Danemark)
- Helnæs (Danemark)
- Als (Danemark)
- Ærø (Danemark)
- Tåsinge (Danemark)
- Langeland (Danemark)
- Fejø (Danemark)
- Femø (Danemark)
- Lolland (Danemark)
- Falster (Danemark)

### Limites
L'Organisation hydrographique internationale détermine les limites de l'espace maritime Cattégat, Øresund et Belts de la façon suivante  :
- Au nord :

une ligne joignant la pointe de Grenen (The Skaw ou Skagens Odde, la pointe nord-est du Danemark) et les îles Pater Noster (Pater Noster Skären) (57° 53′ 32″ N, 11° 26′ 42″ E) et de là à travers les hauts-fonds jusqu'à l'île de Tjörn.
- Au sud :

dans le Petit Belt : une ligne joignant Falshöft, en Allemagne (54° 46′ 45″ N, 9° 57′ 23″ E) et Vejsnæs Nakke (Ærö : 54° 49′ 00″ N, 10° 25′ 16″ E) ;
dans le Grand Belt : une ligne joignant Gulstav (extrémité sud de l'île de Langeland, 54° 43′ 36″ N, 10° 42′ 42″ E) et Kappel Kirke (54° 46′ 00″ N, 11° 01′ 16″ E), sur l'île de Lolland ;
dans le Guldborg Sund : une ligne joignant Flinthorne-Rev (54° 38′ 30″ N, 11° 49′ 16″ E) et Skelby (54° 38′ 00″ N, 11° 53′ 14″ E) ;
dans l'Öresund : une ligne joignant le phare de Stevns (Stevns Fyr) (55° 17′ 26″ N, 12° 27′ 15″ E) et la pointe de Falsterbo (Falsterboudde) (55° 21′ 26″ N, 12° 48′ 49″ E).

## Histoire
Wilhelm Kraft, âgé de 21 ans en 1944, était un soldat allemand stationné du côté du village de Asaa (Nord-Est d'Aalborg). Lui et ses camarades ont dû creuser dans le plus grand secret des fosses de 6×4 et 4 m de profondeur dans la plage. Un peu plus tard, de longues caisses ont été déchargées en secret d’un train et déposées dans ces fosses. En 2013, le soldat nonagénaire se libère du secret en parlant au journal local « Nordjyske » ; il vient sur place et rencontre Sidsel Wahlin, archéologue au Vendsyssel Historiske Museum. Le récit est cohérent et mérite une investigation plus poussée. La ligne côtière ayant évolué depuis 1944, le soldat n’a pu reconnaître les lieux sur lesquels il creusa 69 ans plus tôt.

## Dans la culture populaire
Le Cattégat est le lieu de résidence de la famille du héros viking Ragnar Lodbrok dans la série Vikings de la chaîne américaine History. Toutefois la série a été tournée en Irlande pour des raisons financières.